# 沿岸漁業

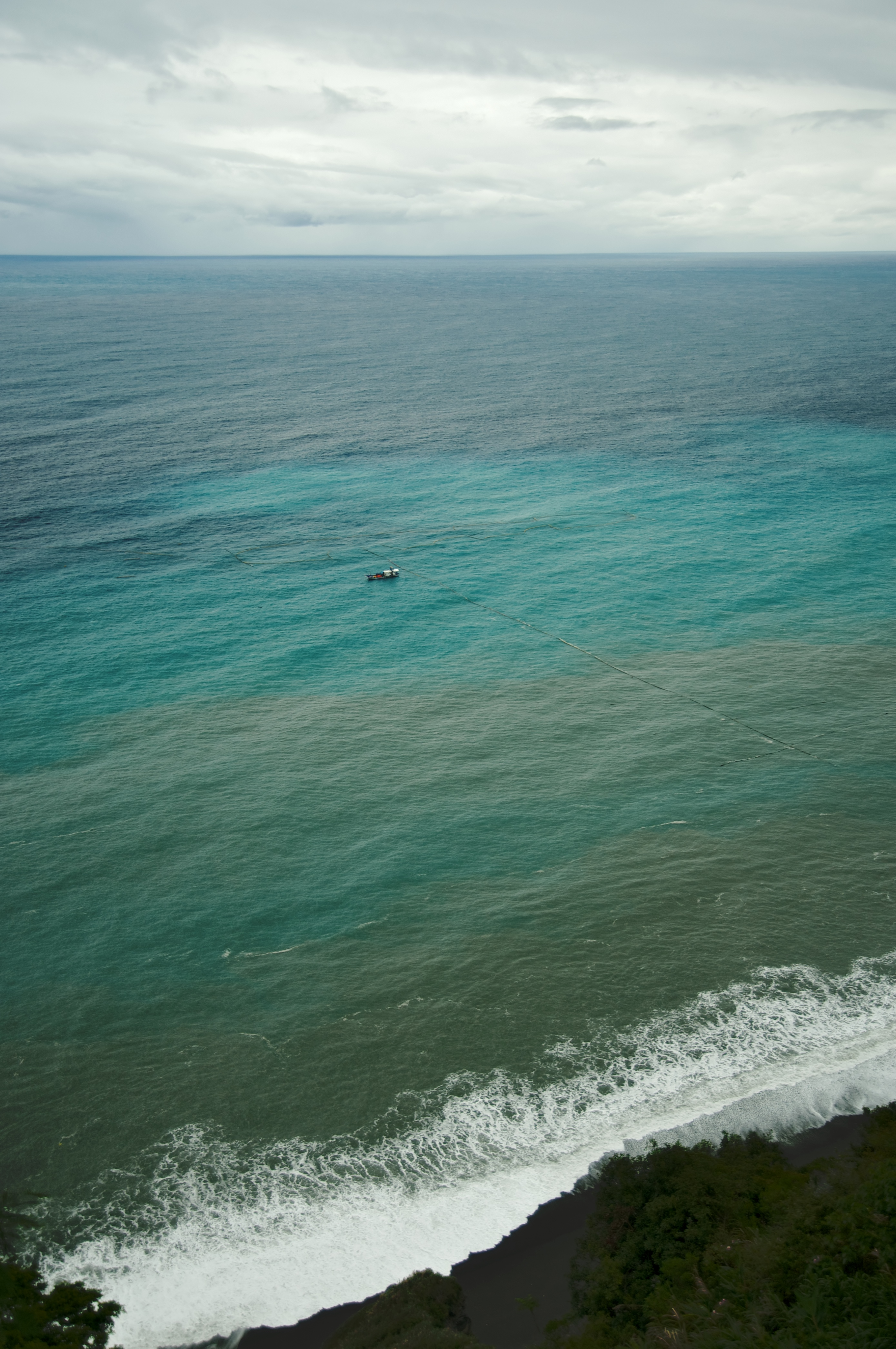
蘇花公路沿岸的定置網捕撈作業

沿岸漁業，又稱沿海漁業，是指在離岸12海浬的領海以內從事的海洋漁業。以小型漁船或膠筏為主，使用刺網、定置網、地曳網等方法來進行捕撈作業。

## 主管單位
- 中華民國：農業部漁業署沿近海漁業組